# Ova da Roseg
L'Ova da Roseg (en allemand : Rosegbach) est un cours d'eau coulant dans la chaîne de la Bernina en Suisse, elle fait partie du bassin du Danube.

## Géographie
Il prend sa source au pied du glacier Tschierva et du glacier Roseg dans la chaîne de la Bernina, et il suit un cours orienté vers le nord-nord-est puis se jette dans la Flaz à Pontresina. La Flaz est un affluent de l'Inn, elle-même affluent du Danube.